# Crematogaster inflata
Crematogaster inflata är en myrart som beskrevs av Smith 1857. Crematogaster inflata ingår i släktet Crematogaster och familjen myror. Inga underarter finns listade i Catalogue of Life.